# Cinema da década de 1950
No Cinema da década de 1950, podemos observar que o cineasta Alfread Hitchcock se torna um dos maiores destaques da geração, em Hollywood. Foi uma década importante para o cinema francês com a chegada de uma das mais famosas fases da história do cinema, a Nouvelle Vague, com filmes como Hiroshima mon amour e Os Incompreendidos.
O cinema desta década apresenta uma grande variedade de estilos. Em razão da popularização da televisão, os estúdios buscaram novos atrativos para trazer o público de volta às salas de exibição. Assim, usou-se bastante a técnica de filmagem em widescreen em variados métodos como Cinemascope, VistaVision e Cinerama, bem como os primeiros experimentos dos filmes em 3D. As grandes produções de filmes épicos e espetaculares tiveram grande popularidade, tanto históricos quanto fictícios.
No Brasil, ao advento da televisão somou-se a fundação da Companhia Cinematográfica Vera Cruz, por Assis Chateaubriand e Franco Zampari, que visava a produção de filmes de qualidade hollywoodiana. Atores e técnicos estrangeiros foram contratados, sobretudo europeus; consolida-se a dupla de atores de comédia, Oscarito e Grande Othelo.

## 1951
All About Eve vence o Oscar de Melhor Filme. 
Vencem o Grande Prêmio no Festival de Cannes de '51 o sueco Fröken Julie, dirigido por Alf Sjöberg, e Miracolo a Milano, do italiano Vittorio De Sica. Akira Kurosawa ganha o Leão de Ouro no Festival de Veneza, por seu filme Rashomon.
Foi ano de estreia de um dos filme mais famosos do gênero ficção científica: O Dia em que a Terra Parou.

## 1952
An American in Paris vence o Oscar de Melhor Filme.
É lançado o clássico Cantando na Chuva.
Akira Kurosawa lança o aclamado filme Ikiru.

## 1953
The Greatest Show on Earth vence o Oscar de Melhor Filme.
Yasujirô Ozu lança Era Uma Vez em Tóquio.
Henri-Georges Clouzot lança o filme francês O Salário do Medo.

## 1954
From Here to Eternity vence o Oscar de Melhor Filme.
Alfred Hitchcock dirige Janela Indiscreta.
Akira Kurosawa lança seu filme mais famoso, Os Sete Samurais.
É lançado Gojira.

## 1955
On the Waterfront vence o Oscar de Melhor Filme.
James Dean atua em Rebel Without a Cause.
Satyajit Ray dirige Pather Panchali, primeiro filme da Trilogia Apu.
Henri-Georges Clouzot dirige Véra Clouzot e Simone Signoret no filme francês As Diabólicas.
O documentário Noite e Neblina, um registro sobre o holocausto da Segunda Guerra Mundial, do diretor Alain Resnais, é lançado.

## 1956
Marty vence o Oscar de Melhor Filme.
É lançado Rastros de Ódio.
O filme bíblico Os Dez Mandamentos também é lançado nesse ano.

## 1957
A Volta ao Mundo em 80 Dias vence o Oscar de Melhor Filme.
Sidney Lumet dirige o filme 12 Angry Men, com Henry Fonda no elenco.
Ingmar Bergman que dirige dois filmes no mesmo ano: The Seventh Seal e Morangos Silvestres.

## 1958
A Ponte do Rio Kwai vence o Oscar de Melhor Filme. 
Um Corpo que Cai, de Alfred Hitchcock, é lançado. O filme foi considerado pela revista Sight & Sound como o melhor filme de todos os tempos. 
Também foi o ano de estreia do filme A Bolha, filme de terror B.

## 1959
Gigi vence o Oscar de Melhor Filme.
É lançado Hiroshima mon amour, um dos precursores da Nouvelle Vague, dirigido por Alain Resnais.
François Truffaut lança o seu primeiro filme, Les quatre cents coups, outro precursor da Nouvelle Vague.
Billy Wilder lança a comédia Some Like it Hot com Marilyn Monroe no elenco principal.
Alfred Hitchcock dirige o filme North by Northwest, com Cary Grant como o protagonista.
James Stewart atua em Anatomy of a murder com direção de Otto Preminger.